# Nowa Wieś (Bożejewiczki)
Nowa Wieś – część wsi Bożejewiczki w Polsce, położona w województwie kujawsko-pomorskim, w powiecie żnińskim, w gminie Żnin.
W latach 1975–1998 Nowa Wieś administracyjnie należała do województwa bydgoskiego.